# 비아르드니 베네딕트손 (1908년)
비아르드니 베네딕트손(아이슬란드어: Bjarni Benediktsson, 1908년 4월 30일 ~ 1970년 7월 10일)은 아이슬란드의 정치인이다.
레이캬비크 출신으로 24세에 아이슬란드 대학교 교수로 채용되면서 헌법을 연구했다. 1934년 레이캬비크 시의회 선거에서 독립당 소속으로 출마하여 당선되었다. 1940년부터 1947년까지 레이캬비크 시장을 역임했고 1947년부터 1953년까지 아이슬란드 외무부 장관과 법무부 장관을 역임했다. 1963년 11월 14일부터 1970년 7월 10일까지 아이슬란드의 총리를 역임했다.
1970년 7월 10일에 팅크베틀리르에 위치한 자신의 집에서 일어난 화재로 인해 사망했는데 그의 아내와 손자도 같은 날에 일어난 화재로 인해 목숨을 잃었다고 한다. 독립당의 당수를 역임한 1970년생 정치인인 비아르드니 베네딕트손의 종조부이기도 하다.